# هاروم
هاروم (به لاتین: Hurum) یک منطقهٔ مسکونی در نروژ است که در بوسکرود واقع شده‌است. هاروم ۱۶۳ کیلومتر مربع مساحت و ۹٬۳۶۵ نفر جمعیت دارد.